# Dynoides amblysinus
Dynoides amblysinus är en kräftdjursart som först beskrevs av Pillai 1954.  Dynoides amblysinus ingår i släktet Dynoides och familjen klotkräftor. Inga underarter finns listade i Catalogue of Life.